# Trabes

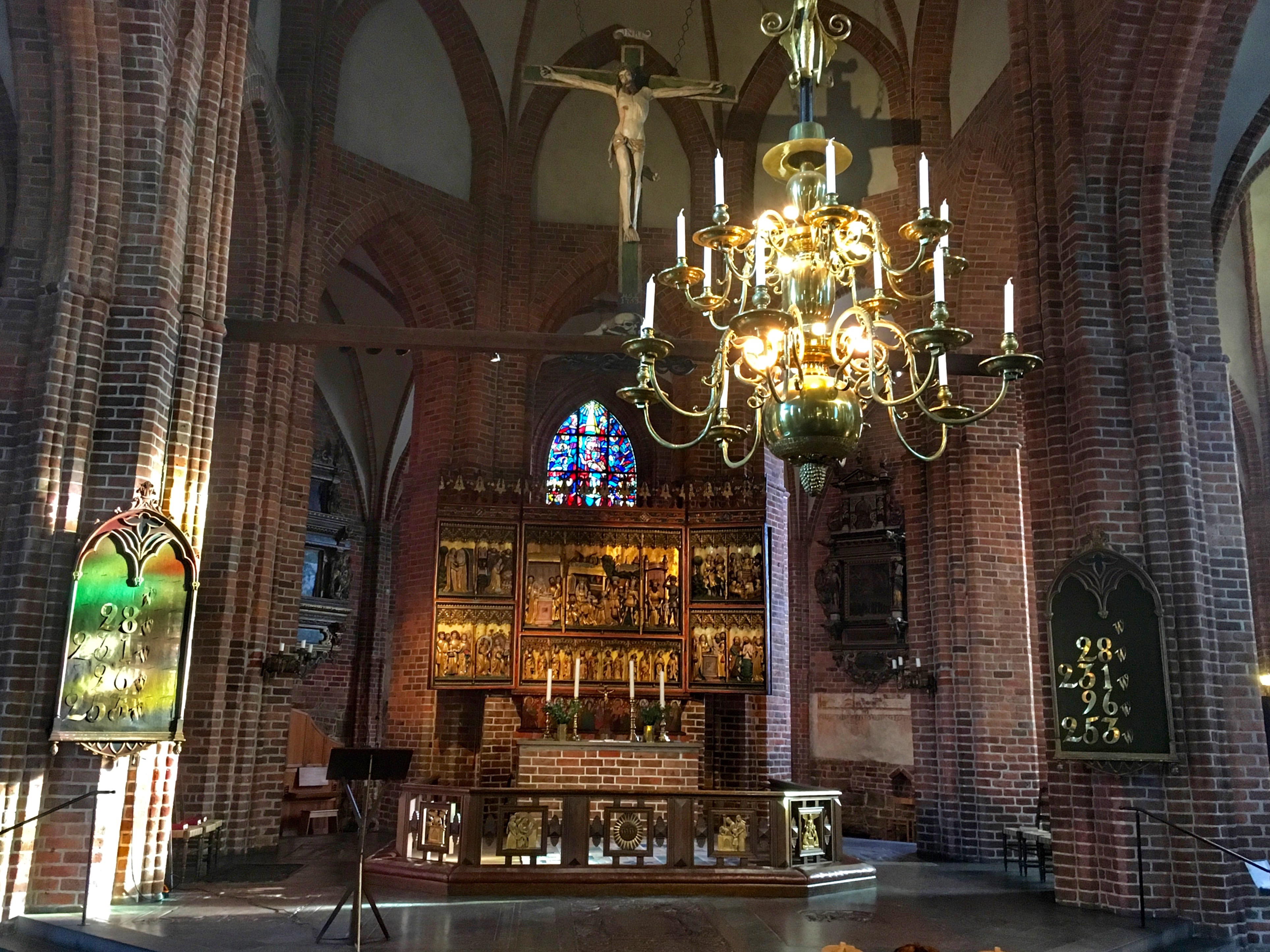
Trabes med krucifix i Mariakyrkan i Helsingborg.

Trabes är en tvärbjälke i en kyrkas triumfbåge med uppgift att utgöra underlag till ett triumfkrucifix eller en kalvariegrupp.